# Lea Meyer
Lea Meyer (16 settembre 1997) è una siepista e mezzofondista tedesca, vincitrice della medaglia d'argento agli europei di Monaco 2022.

## Palmarès
| Anno | Manifestazione   | Sede      | Evento       | Risultato | Prestazione | Note                          |
| ---- | ---------------- | --------- | ------------ | --------- | ----------- | ----------------------------- |
| 2013 | Europei di cross | Belgrado  | Corsa U20    | 55ª       | 14'23"      |                               |
| 2013 | Europei di cross | Belgrado  | A squadre    | Bronzo    | 95 p.       |                               |
| 2017 | Europei U23      | Bydgoszcz | 3000 m siepi | 6ª        | 9'58"16     |                               |
| 2018 | Europei di cross | Tilburg   | Corsa U23    | 15ª       | 21'14"      |                               |
| 2018 | Europei di cross | Tilburg   | A squadre    | Oro       | 22 p.       |                               |
| 2019 | Europei U23      | Gävle     | 3000 m siepi | 5ª        | 9'55"37     |                               |
| 2019 | Europei di cross | Lisbona   | Corsa U23    | 12ª       | 21'53"      |                               |
| 2019 | Europei di cross | Lisbona   | A squadre    |           |             |                               |
| 2021 | Europei indoor   | Toruń     | 3000 m       | Batteria  | 9'05"13     |                               |
| 2021 | Giochi olimpici  | Tokyo     | 3000 m siepi | Batteria  | 9'33"00     |                               |
| 2022 | Mondiali         | Eugene    | 3000 m siepi | Batteria  | 9'30"01     |                               |
| 2022 | Europei          | Monaco    | 3000 m siepi | Argento   | 9'15"35     | Miglior prestazione personale |
| 2024 | Europei          | Roma      | 3000 m siepi | 9ª        | 9'27"85     |                               |
| 2024 | Giochi olimpici  | Parigi    | 3000 m siepi | 10ª       | 9'09"59     | Miglior prestazione personale |
| 2025 | Europei indoor   | Apeldoorn | 3000 m piani | 7ª        | 8'55"62     |                               |

## Campionati nazionali
2018
- 8ª ai campionati tedeschi, 3000 m siepi - 10'06"93

2019
- 5ª ai campionati tedeschi, 3000 m siepi - 9'59"38

2020
- Argento ai campionati tedeschi, 3000 m siepi - 9'59"87
- 4ª ai campionati tedeschi indoor, 3000 m piani - 9'33"99

2021
- Argento ai campionati tedeschi, 3000 m piani - 9'41"02
- 4ª ai campionati tedeschi indoor, 3000 m piani - 9'00"05
- Argento ai campionati tedeschi di corsa campestre - 22'25"

2022
- Oro ai campionati tedeschi, 3000 m siepi - 9'32"44
- Argento ai campionati tedeschi indoor, 3000 m piani - 9'09"64

2023
- Oro ai campionati tedeschi, 5000 m piani - 15'26"82
- Oro ai campionati tedeschi, 3000 m siepi - 9'33"19
- Bronzo ai campionati tedeschi indoor, 3000 m piani - 8'50"83

## Altre competizioni internazionali
2020
- 14ª all'ISTAF Berlin ( Berlino), 3000 m siepi - 9'55"46

2021
- 4ª all'ISTAF Berlin ( Berlino), 3000 m siepi - 9'29"57

2022
- 5ª al Bauhaus-Galan ( Stoccolma), 3000 m siepi - 9'25"61
- 5ª agli FBK Games ( Hengelo), 3000 m siepi - 9'26"89

2023
- 8ª all'Athletissima ( Losanna), 3000 m siepi - 9'20"36